# Domaine de Matsuoka

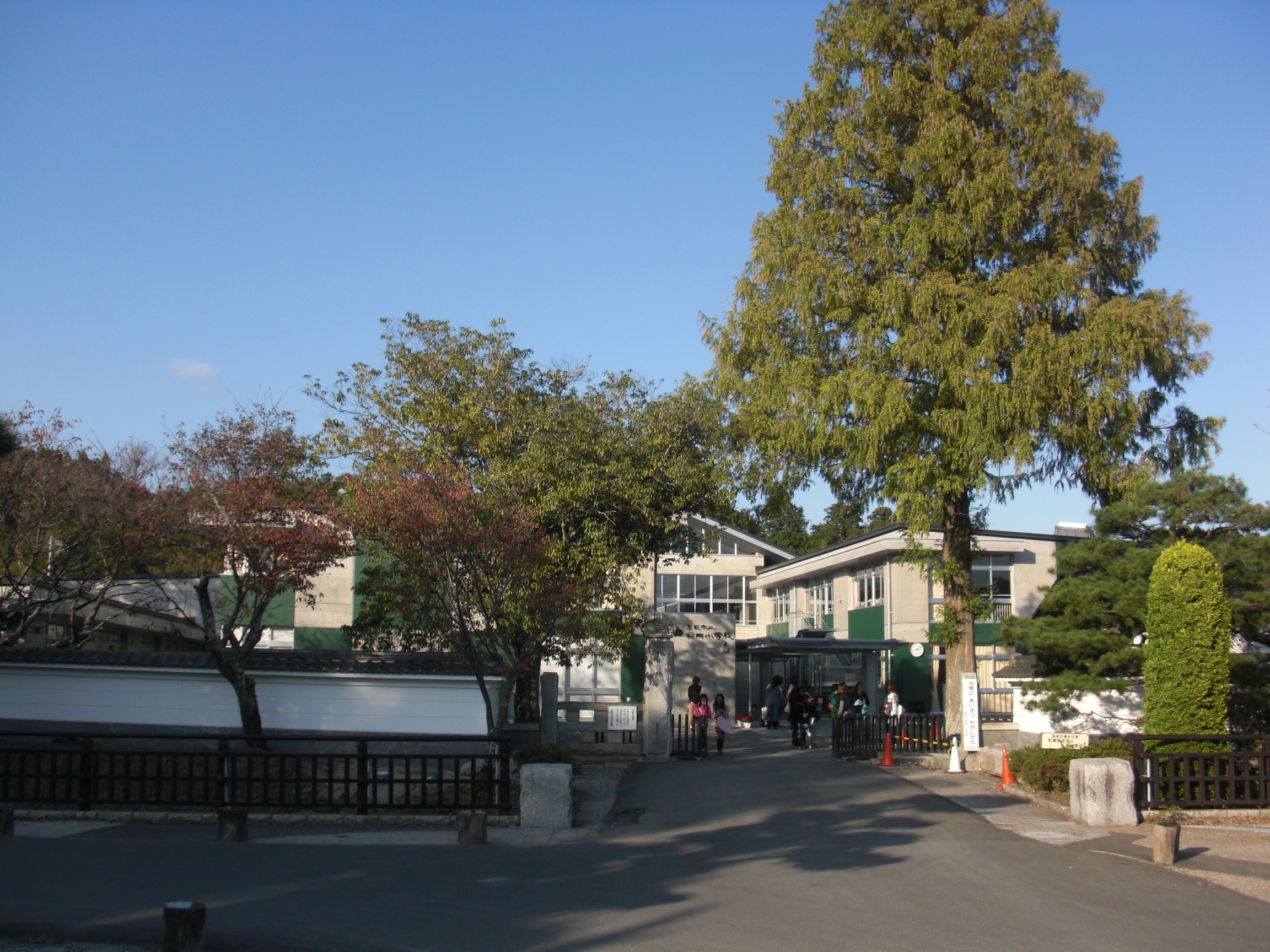
L'école primaire de Matsuoka est construite sur le site du château de Matsuoka, siège administratif du domaine de Hitachi-Matsuoka.

Le domaine de Matsuoka (松岡藩, Matsuoka-han), aussi appelé domaine de Hitachi-Matsuoka (常陸松岡藩, Hitachi-Matsuoka-han), est un fief féodal japonais de l'époque d'Edo situé dans la province de Hitachi (actuelle préfecture d'Ibaraki). Il était dirigé à partir du château de Matsuoka dans l'actuelle ville de Takahagi par le clan Nakayama pendant toute son existence hormis les vingt premières années.

## Histoire
Après la bataille de Sekigahara en 1600, Tokugawa Ieyasu transfère le clan Satake de ses terres ancestrales de la province de Hitachi à la province de Dewa dans le nord du Japon. En 1602, il remet en récompense une partie des anciennes terres des Satake à Tozawa Masamori, marquant la création du domaine de Matsuoka. Il sert dans divers postes importants au sein de l'administration du shogunat Tokugawa, et est finalement transféré au domaine de Shinjō dans la province de Dewa en 1622. Le domaine de Matsuoka est divisé entre le domaine de Mito qui reçoit 30 000 koku et le domaine de Tanagura qui reçoit 10 000 koku.
En 1646, le karō héréditaire du domaine de Mito, Nakayama Nobumasa, établit sa résidence à Matsuoka. Son fils, Nakayama Nobuyoshi, reçoit l'accord d'installation du shogun Tokugawa Yorifusa et le droit d'avoir des revenus maximum de 20 000 koku avec un domaine subsidiaire au domaine de Mito.
Le 6e daimyo de Matsuoka, Nakayama Nobutoshi, déplace sa résidence à Ōta, et le domaine est ensuite appelé « domaine de Hitachiōta » (常陸太田藩, Hitachiōta-han). Ses descendants continuent de résider à Ōta jusqu'au 10e daimyo, Nakayama Nobutaka, qui replace le siège du clan à Matsuoka. Durant la guerre de Boshin, le 14e daimyo, Nakayama Nobuaki, rejoint le camp des forces pro-impériales, et après la restauration de Meiji de 1868, le domaine de Matsuoka est finalement reconnu indépendant du domaine de Mito. L'année suivante, la position de daimyo est abolie et Nakayama Nobuaki devient gouverneur du domaine jusqu'à l'abolition du système han en 1871.
Le domaine avait une population de 12 805 personnes réparties dans 2 842 foyers selon un recensement de 1869.

## Possessions à la fin de l'époque d'Edo
Comme la plupart des domaines japonais, Matsuoka est composé de plusieurs territoires discontinus dont la valeur kokudaka est fondée sur une estimation périodique du potentiel agricole,.
- Province de Hitachi
  - 29 villages dans le district de Taga

## Liste des daimyō
| #                                | Nom                           | Règne     | Titre de courtoisie           | Rang de cour            | Kokudaka    |
| -------------------------------- | ----------------------------- | --------- | ----------------------------- | ----------------------- | ----------- |
| Clan Tozawa (tozama) 1602-1622   |                               |           |                               |                         |             |
| 1                                | Tozawa Masamori (戸沢政盛)    | 1602-1622 | Ukyo-no-suke (右京亮)         | 5e inférieur (従五位下) | 40 000 koku |
| Clan Nakayama (tozama) 1622-1871 |                               |           |                               |                         |             |
| 1                                | Nakayama Nobuyoshi (中山信吉) | 1622-1642 | Bizen-no-kami (備前守)        | 5e inférieur (従五位下) | 25 000 koku |
| 2                                | Nakayama Nobumasa (中山信政)  | 1642-1651 | Higashi-ichi-no-kami (東市正) | 5e inférieur (従五位下) | 25 000 koku |
| 3                                | Nakayama Nobuharu (中山信治)  | 1651-1681 | Bizen-no-kami (備前守)        | 5e inférieur (従五位下) | 25 000 koku |
| 4                                | Nakayama Nobuyuki (中山信行)  | 1681-1682 | Ichi-no-kami (市正)           | 5e inférieur (従五位下) | 25 000 koku |
| 5                                | Nakayama Nobunari (中山信成)  | 1683-1703 | Bizen-no-kami (備前守)        | 5e inférieur (従五位下) | 25 000 koku |
| 6                                | Nakayama Nobutoshi (中山信敏) | 1703-1711 | Bizen-no-kami (備前守)        | 5e inférieur (従五位下) | 25 000 koku |
| 7                                | Nakayama Nobuyori (中山信順)  | 1711-1712 | Ichi-no-kami (市正)           | 5e inférieur (従五位下) | 25 000 koku |
| 8                                | Nakayama Nobumasa (中山信昌)  | 1712-1743 | Bizen-no-kami (備前守)        | 5e inférieur (従五位下) | 25 000 koku |
| 9                                | Nakayama Masanobu (中山政信)  | 1743-1771 | Bizen-no-kami (備前守)        | 5e inférieur (従五位下) | 25 000 koku |
| 10                               | Nakayama Nobutaka (中山信敬)  | 1771-1819 | Bitchu-no-kami (備中守)       | 5e inférieur (従五位下) | 25 000 koku |
| 11                               | Nakayama Nobumoto (中山信情)  | 1819-1828 | Bitchu-no-kami (備中守)       | 5e inférieur (従五位下) | 25 000 koku |
| 12                               | Nakayama Nobumori (中山信守)  | 1828-1857 | Bingo-no-kami (備後守)        | 5e inférieur (従五位下) | 25 000 koku |
| 13                               | Nakayama Nobutomi (中山信宝)  | 1857-1861 | Bizen-no-kami (備前守)        | 5e inférieur (従五位下) | 25 000 koku |
| 14                               | Nakayama Nobuaki (中山信徴)   | 1857-1861 | Bitchu-no-kami (備中守)       | 5e inférieur (従五位下) | 25 000 koku |